# ビトゥイーン・トゥー・ファイアーズ
『ビトゥイーン・トゥー・ファイアーズ』（Between Two Fires）は、イングランドの歌手ポール・ヤングが1986年に発表した、ソロ名義では3作目のスタジオ・アルバム。

## 背景
前2作と異なり、大部分の曲はヤング自身がソングライティングに貢献し、他のアーティストが過去にヒットさせた曲のカヴァーは収録されていない。なお、ヤングが作詞・作曲に関わっていない「ワンダーランド」は、本作でバック・コーラスを務めたベッツィ・クックが提供し、「ウォー・ゲームス」は前作『シークレット・オヴ・アソシエーション』にも「エッジ・オブ・ラヴ」を提供したソングライター、アンドリュー・バーフィールドが提供した。
ヤング自身は2022年のインタビューで、本作の方向性に関して「アメリカのラジオ局で受けるアルバムを作ろうとしたんだ。結局、アメリカはおろかヨーロッパでも受けなかったけどね。とはいえ、僕は今でも、"War Games"や"Wasting My Time"など強力な曲が収録されていると思う」と振り返っている。

## 反響・評価
本作は前2作ほどの商業的成功は収められなかった。全英アルバムチャートでは最高4位を記録し、ヤングのアルバムとしては初めて全英1位獲得を逃して、トップ100入りも合計17週にとどまった。全英シングルチャートでは「ワンダーランド」が24位、「サム・ピープル」が56位、「ホワイ・ダズ・ア・マン・ハヴ・トゥ・ビー・ストロング?」が63位に達し、前2作とは異なり、全英トップ10シングルを輩出することはできなかった。また、前2作はスウェーデンやオランダでも1位を獲得したが、本作はスウェーデンで最高19位、オランダで最高23位に終わった。
アメリカのBillboard 200では最高77位に終わり、前作に続く全米トップ40入りは果たせなかった。シングル「サム・ピープル」はBillboard Hot 100で65位に達し、本作からの唯一のアメリカにおけるシングル・ヒット曲となった。
Stephen Thomas Erlewineはオールミュージックにおいて5点満点中2点を付け「楽曲の弱さと、あからさまに売れ線の音作りが災いした」と評している。一方、マシュー・ラッドは2018年、『クラシック・ポップ』誌において「本作は大部分において、敢えてブルー・アイド・ソウル路線から脱却してみせたことは明白で、燃えるようなギターがフィーチャーされた明快な曲"In the Long Run"ではロック的な側面が示されている。メロディアスな"Prisoner of Conscience"や、セクシーな雰囲気の"A Certain Passion"も、そこまで大胆でないとはいえ、やはりご機嫌な曲である」と評している。

## 収録曲
特記なき楽曲はポール・ヤングとイアン・キューリーの共作。
1. サム・ピープル - "Some People" – 5:05
2. ワンダーランド - "Wonderland" (Betsy Cook) – 5:02
3. ウォー・ゲームス - "War Games" (Andrew Barfield) – 4:20
4. イン・ザ・ロング・ラン - "In the Long Run" (Paul Young, Ian Kewley, Pino Palladino) – 4:22
5. ウエスティング・タイム - "Wasting My Time" – 5:18
6. プリズナー・オヴ・コンシャンス - "Prisoner of Conscience" (P. Young, I. Kewley, P. Palladino) – 4:22
7. ホワイ・ダズ・ア・マン・ハヴ・トゥ・ビー・ストロング? - "Why Does a Man Have to Be Strong?" – 4:22
8. サートゥン・パッション - "A Certain Passion" – 4:15
9. ビトゥイーン・トゥー・ファイアーズ - "Between Two Fires" – 3:51
10. ウエディング・デイ - "Wedding Day" – 5:31

### CDボーナス・トラック
1. ステップス・トゥ・ゴー - "Steps to Go" (P. Young, I. Kewley, P. Palladino) – 5:12

## 参加ミュージシャン
- ポール・ヤング - ボーカル
- イアン・キューリー - キーボード、ハモンドオルガン
- マット・アーヴィング - キーボード
- スティーヴ・ボルトン - ギター、シタール
- ピノ・パラディーノ - ベース
- デヴィッド・パーマー - ドラムス、プログラミング
- ダニー・カミングス - パーカッション
- トニー・ジャクソン、ヘイミッシュ・スチュアート、ベッツィ・クック（英語版） - バッキング・ボーカル